# 5552 Studnička
5552 Studnička este un asteroid din centura principală de asteroizi.

## Descriere
5552 Studnička este un asteroid din centura principală de asteroizi. A fost descoperit pe 16 septembrie 1982 la Observatorul Kleť de Antonín Mrkos. Asteroidul prezintă o orbită caracterizată de o semiaxă mare de 2,78 ua, o excentricitate de 0,24 și o înclinație de 8,2° în raport cu ecliptica.